# Post

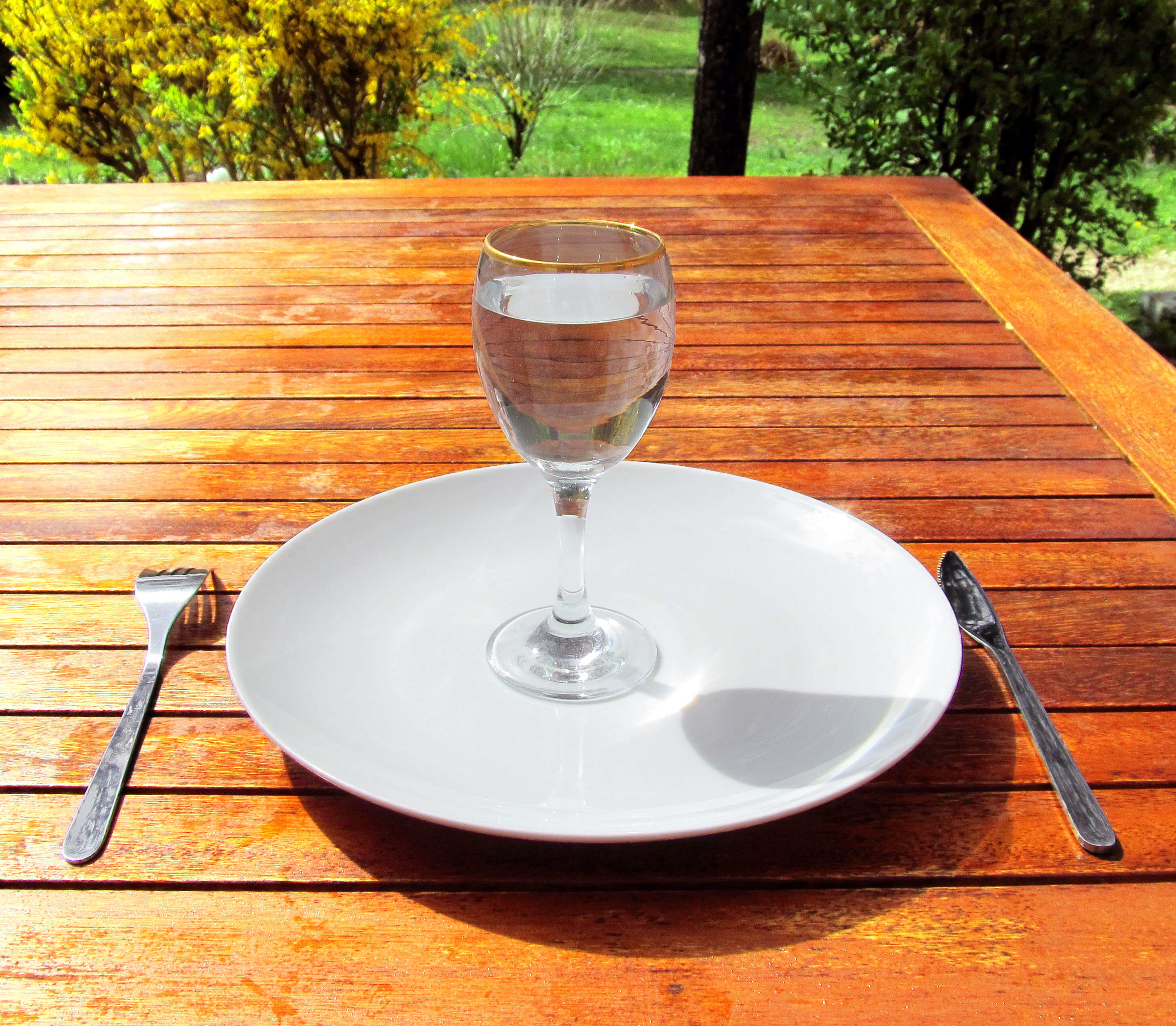
Un pahar de apă pe o farfurie goală

Postul reprezintă abținerea de a mânca și, uneori, de la a bea. Totuși, dintr-o perspectivă pur fiziologică, „postul” poate desemna starea metabolică a unei persoane care nu a mâncat peste noapte sau starea metabolică atinsă după digestia și absorbția completă a unei mese. Schimbările metabolice în starea de post încep după absorbția unei mese (de obicei la 3–5 ore după ce s-a mâncat).
Postul diagnostic se referă la un post prelungit între 1 și 100 de ore (în funcție de vârstă), efectuat sub supraveghere, pentru a facilita investigarea unei afecțiuni medicale (de obicei hipoglicemie). Multe persoane pot posti înainte de o procedură medicală sau un control, cum ar fi înaintea unei colonoscopii, a unei intervenții chirurgicale sau a unor analize de laborator.
Postul intermitent este o tehnică folosită uneori pentru pierderea în greutate sau alte beneficii pentru sănătate, care presupune includerea regulată a perioadelor de post în programul alimentar. Postul poate avea și o dimensiune religioasă, fiind asociat cu zile de post prestabilite conform religiei sau aplicat ca formă de protest public, sub forma unei greve a foamei.

## Efecte asupra sănătății
Postul alternativ zilnic (alternarea unei zile de post de 24 de ore în care se consumă mai puțin de 25% din necesarul energetic cu o zi „de festin” de 24 de ore) s-a dovedit a îmbunătăți biomarkerii cardiovasculari și metabolici într-un mod similar cu dietele restrictive caloric, în cazul persoanelor supraponderale, obeze sau cu sindrom metabolic.
Postul este aproape întotdeauna necesar înainte de intervenții chirurgicale sau alte proceduri ce implică anestezie generală, din cauza riscului de aspirație pulmonară a conținutului gastric (adică vomitare și inhalare a vărsăturilor, cauzând o pneumonie de aspirație potențial fatală). În plus, unele analize medicale, precum testarea colesterolului (profil lipidic) sau măsurarea glicemiei necesită un post de câteva ore pentru stabilirea unui nivel de referință.
Unele studii au sugerat că postul poate îmbunătăți vigilența, starea de spirit și sentimentul subiectiv de bine, posibil ameliorând simptomele depresiei și îmbunătățind performanța cognitivă.
Nu există dovezi clinice solide că postul poate promova longevitatea la om.

## Efecte adverse

### Sindromul de realimentare
Sindromul de realimentare este un dezechilibru metabolic apărut ca urmare a reluării alimentației în cazul persoanelor înfometate, subnutrite sau aflate sub stres metabolic sever. Când se consumă prea multă hrană sau suplimente lichide nutritive în primele 4-7 zile după un episod de malnutriție, producerea de glicogen, grăsimi și proteine în celule duce la scăderi ale concentrațiilor serice de potasiu, magneziu și fosfați. Dezechilibrul electrolitic poate cauza simptome neurologice, pulmonare, cardiace, neuromusculare și hematologice. Sindromul apare de obicei după 4–5 zile fără hrană.

### Pietre la vezica biliară
Postul poate crește riscul formării de calculi biliari la unele persoane. Acest lucru se explică prin scăderea contracțiilor vezicii biliare în lipsa alimentației, ceea ce determină o concentrație ridicată de colesterol în bilă. În plus, în timpul pierderii rapide în greutate, ficatul secretă mai mult colesterol în bilă, ceea ce agravează problema.

## Postul în politică
Postul este adesea folosit pentru a face o declarație politică, pentru a protesta sau pentru a atrage atenția asupra unei cauze. Greva foamei este o metodă de rezistență nonviolentă în care participanții postesc ca act de protest politic, pentru a provoca sentimentul de vinovăție sau pentru a atinge un scop, cum ar fi schimbarea unei politici. Postul spiritual îmbină convingerile spirituale personale cu dorința de a exprima principii personale, uneori în contextul unei nedreptăți sociale.
Liderul politic Gandhi a ținut mai multe posturi lungi ca proteste politice și sociale. Posturile lui Gandhi au avut un impact semnificativ asupra populației indiene în general.
În Irlanda de Nord, în 1981, deținutul Bobby Sands a făcut parte din greva foamei irlandeze din 1981, protestând pentru drepturi mai bune în închisoare. Sands fusese ales în Parlamentul britanic și a murit după 66 de zile fără hrană. La înmormântarea sa au participat 100.000 de oameni, iar greva s-a încheiat doar după ce alți nouă bărbați au murit. În total, zece bărbați au rezistat fără hrană între 46 și 73 de zile.
Activistul american pentru drepturile civile César Chávez a ținut mai multe posturi spirituale, inclusiv un post de 25 de zile în 1968 pentru promovarea principiului nonviolenței și un post de „recunoștință și speranță” pentru a se pregăti pentru acte planificate de nesupunere civilă din partea muncitorilor agricoli.

## Viziuni religioase
Postul este practicat în diverse religii, iar detaliile acestor practici diferă. Iom Kipur și Tisha B’Av sunt posturi de 25 de ore în care credincioșii se abțin de la orice aliment sau lichid de la apusul soarelui până la căderea nopții a doua zi, și includ și alte restricții.
Postul în perioada Postului Mare este frecvent în creștinism. În Biserica Catolică, practica actuală a postului și abstinenței este reglementată de canoanele 1250–1253 din Codul de drept canonic din 1983. Acestea specifică faptul că toate zilele de vineri din an și perioada Postului Mare sunt timpuri penitențiale pentru întreaga Biserică. Toate persoanele care au împlinit 14 ani sunt obligate la abstinență în toate zilele de vineri, cu excepția solemnitaților, și din nou în Miercurea Cenușii și Vinerea Mare. Postul este obligatoriu pentru cei care au trecut de majorat până la începutul celui de-al 60-lea an de viață. În plus, catolicii trebuie să respecte și Postul Euharistic, care în Biserica Latină presupune abținerea de la orice aliment sau băutură (cu excepția apei sau medicamentelor) timp de o oră înainte de primirea Euharistiei.
Creștinii ortodocși răsăriteni postesc în perioade de post stabilite ale anului, care includ nu doar Postul Mare, ci și posturi în fiecare miercuri și vineri (cu excepția sărbătorilor importante), precum și perioade extinse înainte de Crăciun (Postul Nașterii Domnului), după Paște (Postul Apostolilor) și la începutul lunii august (Postul Adormirii Maicii Domnului).
Membrii Bisericii lui Isus Hristos a Sfinților din Zilele din Urmă se abțin în general de la alimente și băuturi pentru două mese consecutive într-o perioadă de 24 de ore, în prima duminică a fiecărei luni, și sunt încurajați să doneze banii economisiți celor în nevoie.
Musulmanii postesc în luna Ramadan în fiecare an. Postul implică abținerea de la orice aliment sau lichid de la răsăritul soarelui până la apus. Este o obligație religioasă pentru toți musulmanii, cu excepția copiilor sau a celor care sunt fizic incapabili să postească.
Postul este o practică specifică tradițiilor ascetice din religiile precum hinduismul și budismul.